# Александрово (Порховский район)
Александрово — деревня в юго-восточной части Порховского района Псковской области. Входит в состав сельского поселения «Логовинская волость».
Расположена в 21 км к юго-востоку от города Порхов.

## Население
Численность населения по состоянию на 2000 год составляла 67 жителей.

## История
С конца XVIII века усадьба Александрово принадлежала Корсаковым. В 1791 году на средства помещика Александра Степановича Корсакова (Карсакова) была построена каменная церковь Всемилостивого Спаса.
В XIX веке имение дважды меняло владельцев, в конце века оно принадлежало графу Сергею Александровичу Строганову, который перевел сюда из Волышево больницу с современным оборудованием для крестьян на 36 мест, где принимались и бедняки. Построена каменная часовня. Больница в деревне действовала до конца XX века.
В Логиново находилось начальное земское училище.